# Rosa Cruchaga
Rosa Cruchaga Montes (Santiago, 1931-17 de marzo de 2016) fue una poeta y profesora chilena.

## Biografía
En su adolescencia vivió en Nueva York. Se casó con el ingeniero Patricio Walker en 1954, matrimonio del cual nacieron cinco hijos.
En el verano de1959 asistió a cursos de poesía con los maestros Alfredo Lefebvre y Miguel de Arteche durante la Escuela de Verano organizada en la Universidad de Concepción. Ese año comenzó a producir sus primeros libros de poesía, entre ellos Descendimiento (1959), con el que ganó el Premio Alerce de la Sociedad de Escritores de Chile, Después de tanto mar (1963), y La piragua (1964), que le valió un premio del Diario El Sur.
Con su familia vivió entre 1970 y 1976 en España, donde escribió Poesías (1970) y Raudal (1971), este último con prólogo de Pablo Neruda.
Estudió pedagogía en castellano en la Pontificia Universidad Católica de Chile, desde donde egresó en 1982 con la tesis "Revisión de la crítica a la obra de Juan Carlos Onetti", y además recibió el título de profesora de Religión por la Escuela Normal de Angol. En 1984 se convirtió en la primera mujer en ser nombrada miembro de número de la Academia Chilena de la Lengua, ocupando el sillón n.º 7.

## Obras

### Poesía
- Descendimiento (1959)
- Después de tanto mar (1963)
- Ramas sin fondo (1967)
- Poesías (1970)
- Raudal (1971)
- Elegía jubilosa (1977)
- Bajo la piel del aire (1978)
- Otro cantar (1983)
- Sobremundo (1985)
- Antología breve (1987)
- La jarra oscura (2002)

### Prosa
- La piragua (1964)
- Quién soy yo en las Letras Chilenas (1983)
- Mi experiencia de creación poética (1985)